# Tin Jedvaj
Tin Jedvaj (* 28. November 1995 in Zagreb) ist ein kroatischer Fußballspieler. Er ist der Sohn des ehemaligen Fußballspielers Zdenko Jedvaj.

## Karriere

### Verein
Jedvaj begann seine Karriere bei NK Zadar, bei dem er Scouts von Dinamo Zagreb auf sich aufmerksam machte, die ihn 2005 in die kroatische Hauptstadt holten. Nach acht Jahren in der Jugend von Dinamo rückte er Anfang 2013 in den Profikader auf und unterschrieb einen bis 2020 laufenden Vertrag. Er war dort seit dem Weggang von Domagoj Vida zu Dynamo Kiew Stammspieler. Beim Rückrundenstart gegen NK Osijek gab er sein Debüt und überzeugte im Laufe der weiteren Saison. 2013 stand er mit der Mannschaft fünf Spieltage vor Saisonende als kroatische Meister fest. Zur Saison 2013/14 wechselte Jedvaj zum italienischen Erstligisten AS Rom. Er unterschrieb einen bis 2016 laufenden Vertrag. Am 12. Januar 2014 debütierte er beim 4:0-Sieg über den CFC Genua. Er stand während der Saison zwar regelmäßig im Kader, kam aber nur noch am letzten Spieltag – wiederum gegen Genua – zu einem weiteren Einsatz, den er allerdings in der Startformation und über die gesamte Spieldistanz bestritt.
In der Sommerpause 2014 wurde Jedvaj für zwei Jahre an Bayer 04 Leverkusen ausgeliehen. Sein Pflichtspieldebüt für Bayer 04 Leverkusen gab er am 15. August 2014 beim 6:0-Sieg in der ersten Runde des DFB-Pokals gegen den Sechstligisten SV Alemannia Waldalgesheim. Sein Debüt in der Bundesliga gab er am 23. August 2014 beim 2:0-Sieg am ersten Spieltag bei Borussia Dortmund. Nach 14 Ligaeinsätzen, in denen er zwei Tore erzielte, wurde er im Januar 2015 fest verpflichtet und mit einem bis zum 30. Juni 2020 laufenden Vertrag ausgestattet. In der Champions League kam Jedvaj zu drei Einsätzen, in der Bundesliga zu 22 Einsätzen und zwei Toren. In der Folgesaison schied Bayer 04 Leverkusen in der Champions League nach der Gruppenphase aus, belegte allerdings Platz drei und spielte somit in der Europa League weiter. Dort kam Jedvaj zu drei Einsätzen. In der Liga spielte er wegen langer Verletzungszeiten nur 15-mal.
Am 15. April 2017 sah Jedvaj im Bundesliga-Heimspiel gegen den FC Bayern München in der 59. Spielminute nach einem Foulspiel an Thomas Müller die Gelb-Rote Karte und musste in seinen 51 Bundesligapartien bereits den dritten Platzverweis hinnehmen. Er wurde damit im Alter von 21 Jahren und 138 Tagen zum bis dahin jüngsten Bundesligaspieler, der in dieser Häufigkeit des Feldes verwiesen wurde.
Sein Vertrag bei der Werkself lief bis 2023. Für die bereits begonnene Saison 2019/20 verlieh Leverkusen Jedvaj an den Ligakonkurrenten FC Augsburg.
Nach 109 Pflichtspielen für die Leverkusener wechselte Jedvaj Ende Juli 2021 nach Russland zu Lokomotive Moskau und debütierte am 6. August 2021 beim 1:1 im Liga-Auswärtsspiel gegen den FK Ufa.
Zu Beginn des Jahres 2023 wechselte er auf Leihbasis zu Al Ain Club in die Vereinigten Arabischen Emirate.
Im Sommer 2023 schloss sich eine weitere Leihe zu Panathinaikos Athen an.

### Nationalmannschaft
Jedvaj durchlief von der U-15 an mit Ausnahme der U-20 alle Jugendmannschaften des kroatischen Fußballverbands. Am 4. September 2014 gab er bei einem 2:0-Sieg im Freundschaftsspiel gegen Zypern sein Debüt für die A-Nationalmannschaft.
Für die EM 2016 in Frankreich wurde Jedvaj in das kroatische Aufgebot berufen. Er kam nur im dritten Gruppenspiel gegen Spanien zum Einsatz und absolvierte dieses über die komplette Spielzeit. Kroatien schied nach dem Achtelfinale aus dem Turnier aus. Bei der WM 2018 in Russland wurde Jedvaj mit Kroatien Vizeweltmeister, er wurde jedoch einzig im letzten Gruppenspiel gegen Island eingesetzt. Kroatien verlor das Finale gegen Frankreich.

## Erfolge
Dinamo Zagreb
- Kroatischer Meister: 2013

Panathinaikos Athen
- Griechischer Pokal: 2024

Nationalmannschaft
- Vizeweltmeister: 2018